# 首里そば

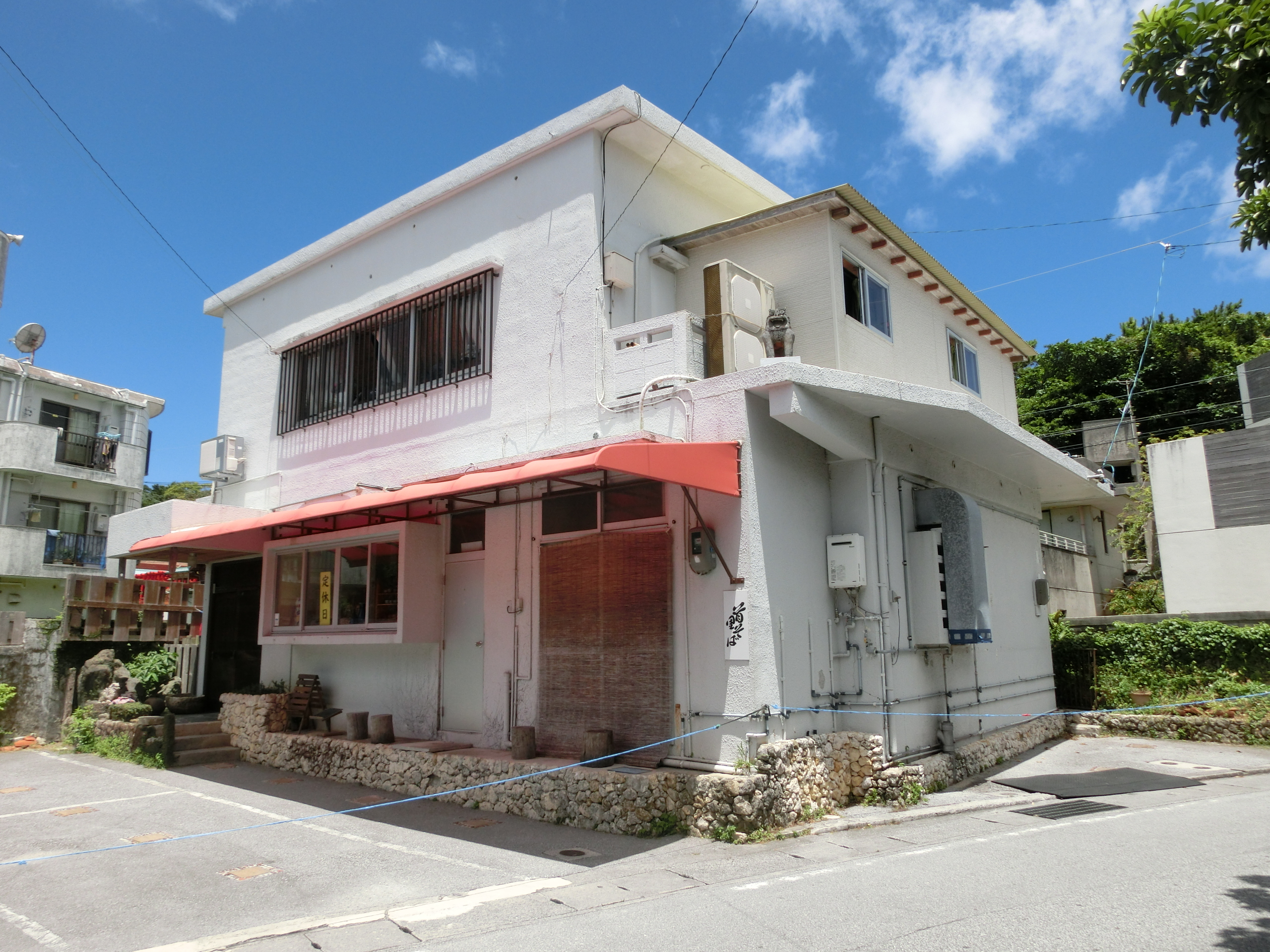
首里そばの店舗

首里そば（しゅりそば）は、沖縄県那覇市首里赤田町にある沖縄そばの専門店。人気店として知られる。
1951年から1993年まで首里当蔵町にあった「さくら屋」の味を継承し、1994年に美術ギャラリーを間借りする形で開業。1999年に専業店の形態に改装した。
鰹の一番だしによる澄んだあっさり味のスープと硬めの麺が特徴となっている。
麺は手打ちであり、1日に60食から70食程度しか提供できないため、午後2時ころまでの早い時間で売り切れ次第、営業が終わる。